# Донской табак
ООО «Дж.Т.И. Донской Табак» — табачная фабрика в Ростове-на-Дону, один из крупнейших в России производителей сигарет.

## История

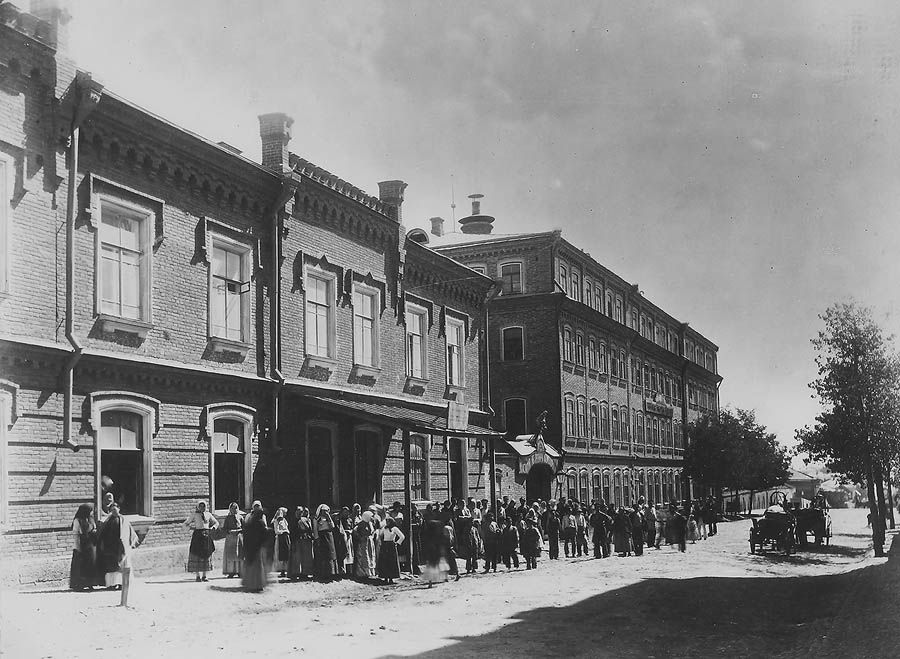
Здание фабрики Асмолова между 1900 и 1917 годами.

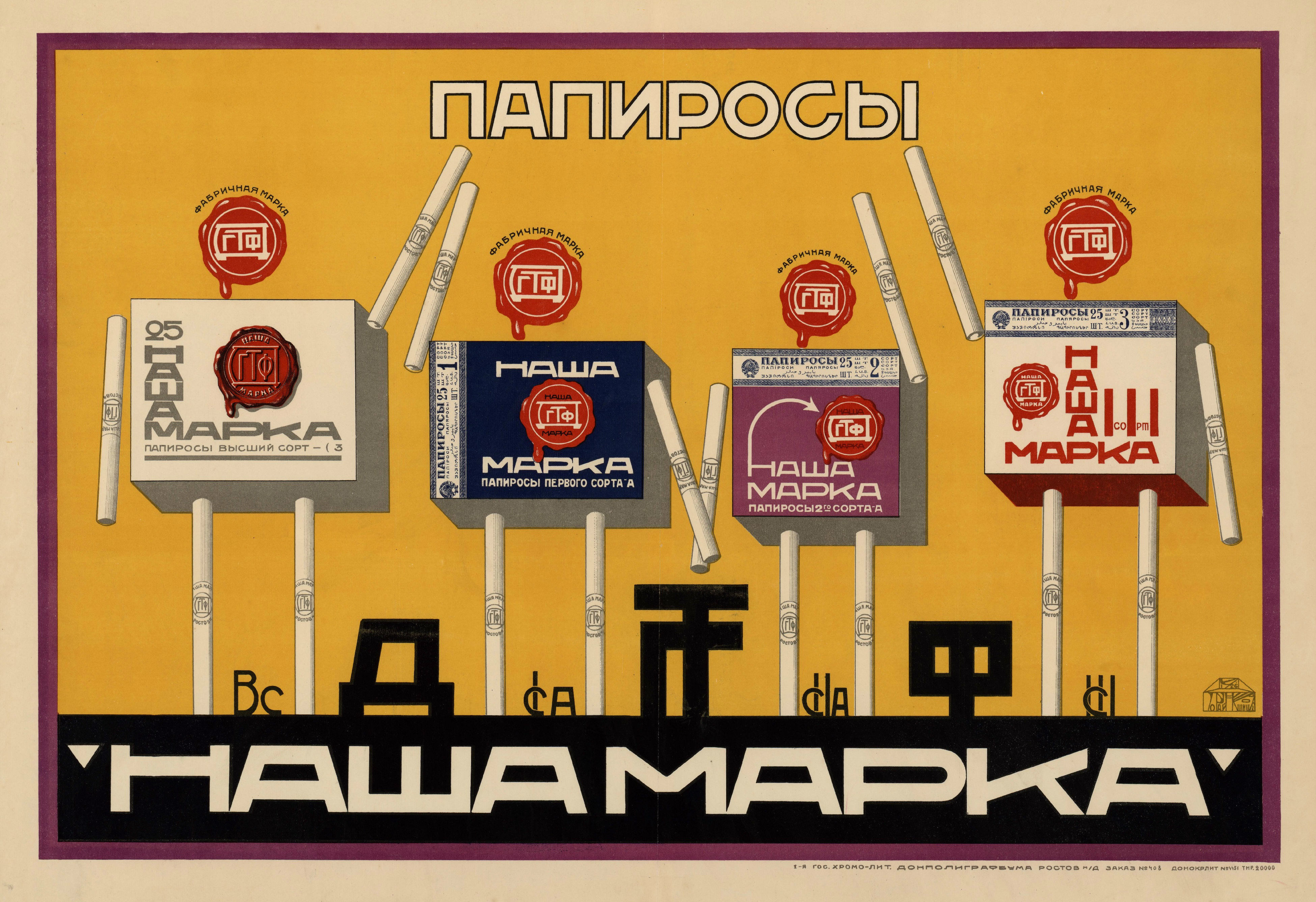
Плакат «Папиросы „Наша марка“», рекламирующий продукцию ДГТФ. Художник Порай-Кошиц. Ростов-на-Дону, 1927 год.

История компании начинается с 1857 года, когда в Ростове Василий Асмолов основал небольшую табачную компанию с капиталом 3000 рублей и семью рабочими. В тот год было выпущено 600 пудов табака.
Удлиненные «Асмоловские» папиросы с золотым ободком курил Николай Второй и его придворные, из-за чего фабрика получила статус «Поставщика двора Его императорскаго Величества».
В 1992 году в процессе реорганизации на базе Донской государственной табачной фабрики возникло ОАО «Донской табак».
Основным акционером  ОАО «Донской табак» стал Иван Игнатьевич Саввиди. Он являлся обладателем 75,71 % акций. 10,42 % владела компания «Праймери Дон». , которая была создана в результате реализации инвестиционного проекта ОАО «Донской табак» по переносу табачного производства из центра города Ростова-на-Дону в загородную промышленную зону, в качестве самостоятельного юридического лица с иностранным участием.
В настоящий момент производство выведено на левый берег Дона, ул. 1-я Луговая, в промзону Заречную.
Продажи «Донского табака» в 2014 году сократились на 4 %, до 32 млрд сигарет.
По данным компании, в 2014 году две российские фабрики «Донского табака» (в Ростове-на-Дону и Переславле-Залесском) произвели 31,2 млрд сигарет, что на 11 % меньше, чем годом ранее.
Из-за сокращения российского рынка (что во многом связано с антитабачным законом и увеличением табачного акциза), компания наращивает экспорт.
16 марта 2018 г. было объявлено о намерении японской компании «Japan Tobacco Inc.» приобрести АО «Донской Табак». 31 июля 2018 г. сделка была завершена.

## Руководители предприятия
- с 2018 - 2021 - Митрофанов Валерий Геннадьевич
- 2013—2018 — Романов Сергей Алексеевич
- 2007—2012 — Сапотницкий, Сергей Александрович
- 2003—2007 — Островерхова, Галина Ивановна
- 1993—2003 — Саввиди, Иван Игнатьевич
- 1986—1993 — Балала, Евгений Николаевич
- 1985—1986 — Шмиглюк, Владимир Антонович
- 1942—1970 — Новохижин, Михаил Данилович
- 1941—1941 — Козлов П. В.
- 19??—1941 — Маслик З. Л.

...
- 1912—19?? — Вишневский, Константин Павлович
- 1881—1912 — Асмолов, Владимир Иванович
- 1857—1881 — Асмолов, Василий Иванович

## Центр современного искусства «Табачная фабрика»
На этапе подготовки Первой Южно-российской биеннале современного искусства была достигнута договоренность, что на 1,5 тыс. кв. м. донской табачной фабрики, выехавшей из своих старых корпусов в центре города, разместятся секции биеннале «С-В-Я-З-И сonnection» и «Waterлиния». Чуть позднее появилась информация о том, что на площадях старых цехов создан Центр современного искусства «Табачная фабрика». Правда, продолжения эта инициатива по созданию Центра современного искусства так и не получила.